# Ропсвілл (Техас)
Ропсвілл (англ. Ropesville) — місто (англ. city) в США, в окрузі Гоклі штату Техас. Населення — 430 осіб (2020).

## Географія
Ропсвілл розташований за координатами 33°24′48″ пн. ш. 102°9′18″ зх. д. / 33.41333° пн. ш. 102.15500° зх. д. (33.413336, -102.155104).  За даними Бюро перепису населення США в 2010 році місто мало площу 0,94 км², уся площа — суходіл.

## Демографія
Згідно з переписом 2010 року, у місті мешкали 434 особи в 157 домогосподарствах у складі 123 родин. Густота населення становила 462 особи/км².  Було 173 помешкання (184/км²).
Расовий склад населення:
| - 90,1 % — білих - 1,8 % — корінних американців - 1,6 % — чорних або афроамериканців - 0,2 % — азіатів - 5,8 % — осіб інших рас |

До двох чи більше рас належало 0,5 %. Частка іспаномовних становила 49,1 % від усіх жителів.
За віковим діапазоном населення розподілялося таким чином: 26,0 % — особи молодші 18 років, 54,4 % — особи у віці 18—64 років, 19,6 % — особи у віці 65 років та старші. Медіана віку мешканця становила 39,2 року. На 100 осіб жіночої статі у місті припадало 101,9 чоловіків;  на 100 жінок у віці від 18 років та старших — 99,4 чоловіків також старших 18 років.
Середній дохід на одне домашнє господарство  становив 46 835 доларів США (медіана — 40 000), а середній дохід на одну сім'ю — 49 906 доларів (медіана — 44 375). Медіана доходів становила 36 750 доларів для чоловіків та 20 694 долари для жінок. За межею бідності перебувало 6,4 % осіб, у тому числі 5,6 % дітей у віці до 18 років та 11,8 % осіб у віці 65 років та старших.
Цивільне працевлаштоване населення становило 148 осіб. Основні галузі зайнятості: освіта, охорона здоров'я та соціальна допомога — 23,0 %, науковці, спеціалісти, менеджери — 19,6 %, роздрібна торгівля — 10,8 %, сільське господарство, лісництво, риболовля — 7,4 %.